# Peggy Brixhe
Peggy Brixhe (* 12. April 1925, geborene Peggy Cohen; † 21. Mai 2014) war eine portugiesische Tennis- und Badmintonspielerin. 

## Karriere
Peggy Brixhe konnte sowohl im Badminton als auch im Tennis große Erfolge feiern. Im Tennis vertrat sie ihr Land unter anderem im Federation Cup. Im Badminton gewann sie mehrere nationale Titel und war auch bei den Portugal International erfolgreich.

## Erfolge im Badminton
| Saison | Veranstaltung                   | Disziplin   | Platz | Name                          |
| ------ | ------------------------------- | ----------- | ----- | ----------------------------- |
| 1965   | Portugal International          | Mixed       | 1     | Fernando Pinto / Peggy Brixhe |
| 1965   | Portugal International          | Damendoppel | 1     | Isabel Salema / Peggy Brixhe  |
| 1965   | Portugal International          | Dameneinzel | 1     | Peggy Brixhe                  |
| 1965   | Portugal: Einzelmeisterschaften | Mixed       | 1     | Fernando Pinto / Peggy Brixhe |
| 1967   | Portugal: Einzelmeisterschaften | Dameneinzel | 1     | Peggy Brixhe                  |
| 1968   | Portugal: Einzelmeisterschaften | Dameneinzel | 1     | Peggy Brixhe                  |
| 1968   | Portugal: Einzelmeisterschaften | Damendoppel | 1     | Peggy Brixhe / Isabel Salema  |
| 1969   | Portugal: Einzelmeisterschaften | Dameneinzel | 1     | Peggy Brixhe                  |
| 1970   | Portugal International          | Dameneinzel | 1     | Peggy Brixhe                  |
| 1971   | Portugal: Einzelmeisterschaften | Mixed       | 1     | Pinto Alves / Peggy Brixhe    |
| 1971   | Portugal: Einzelmeisterschaften | Damendoppel | 1     | Peggy Brixhe / Lavinia Pais   |